# Hans Bänninger
Hans Bänninger (* 17. März 1924 in Zürich; † 22. August 2007 ebenda) war ein Schweizer Eishockeytorhüter.

## Karriere
Bänninger nahm für die Schweizer Nationalmannschaft an den Olympischen Winterspielen 1948 in St. Moritz und 1952 in Oslo teil. Mit seinem Team gewann er bei den Winterspielen 1948 die Bronzemedaille. Zudem stand er im Aufgebot seines Landes bei den Weltmeisterschaften 1950 und 1951, bei denen er ebenfalls jeweils die Bronzemedaille gewann. Als bestes europäisches Team wurde die Schweiz 1950 Europameister. Auf Vereinsebene spielte er für den Zürcher SC.

## Erfolge und Auszeichnungen
- 1948 Bronzemedaille bei den Olympischen Winterspielen
- 1950 Bronzemedaille bei der Weltmeisterschaft
- 1951 Bronzemedaille bei der Weltmeisterschaft